# Ambassade de France en Belgique
L'ambassade de France en Belgique est la représentation diplomatique de la République française auprès du royaume de Belgique. Elle est située à Bruxelles, la capitale du pays, et son ambassadeur est, depuis 2024, Xavier Lapeyre de Cabanes.

## Ambassade

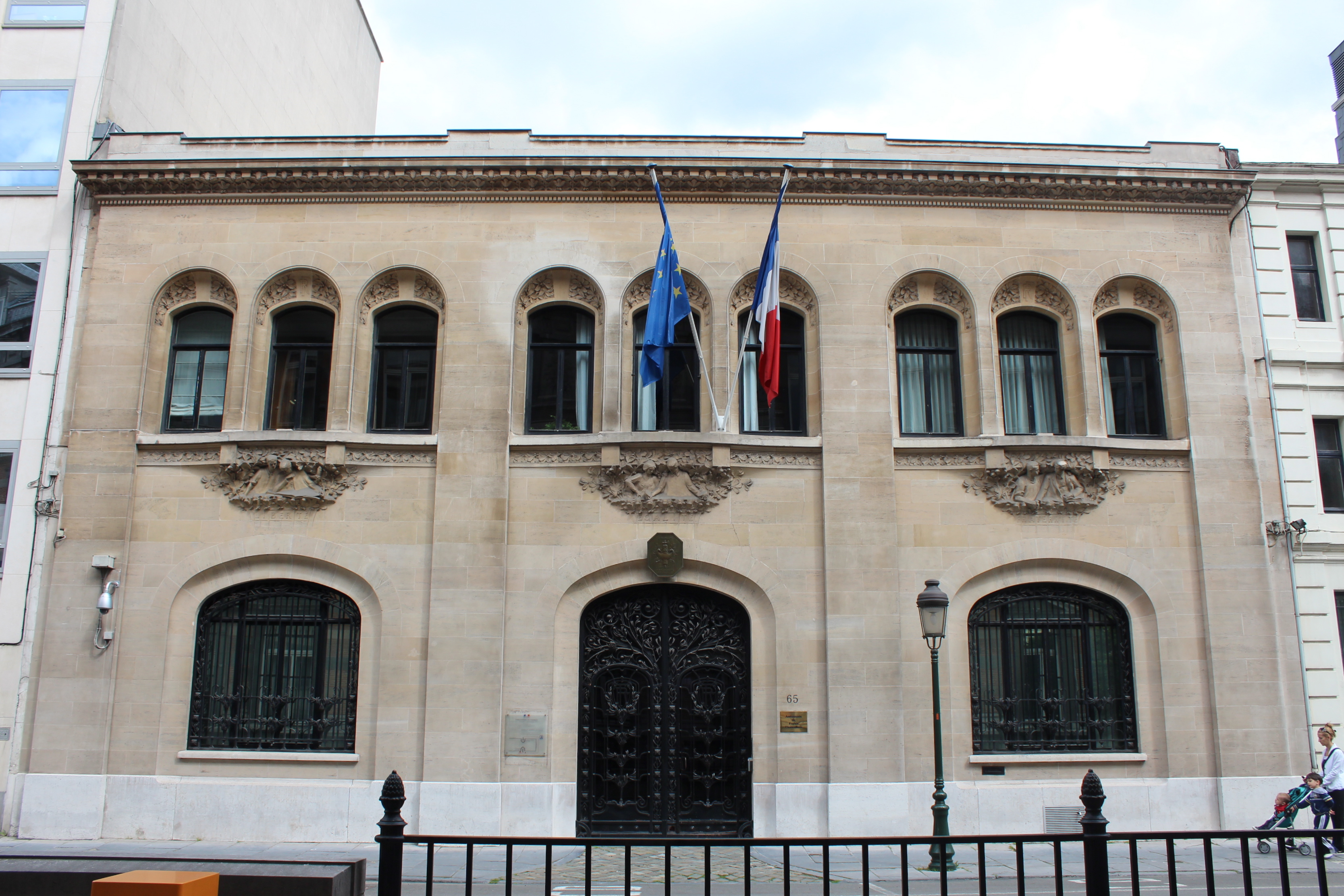

L'ambassade est située rue Ducale à Bruxelles, à deux pas du Parc Royal, face au Parlement flamand. La résidence de l'ambassadeur, de même que le consulat général de France, se trouvent de l'autre côté des jardins de l'ambassade, sur le boulevard du Régent.
| ___ | Ce site est desservi par les stations de métro : Arts-Loi et Madou. |

## Histoire
La Résidence de France (demeure de l'Ambassadeur) est un ancien hôtel de maître, situé sur le boulevard du Régent, en plein cœur de Bruxelles, qui appartenait au Vicomte de Spoelberch de Lovenjoul, grand passionné de littérature française et, en particulier, de Balzac. Par testament, il légua l'édifice à l'Institut de France, en 1907. Le gouvernement français en fit le siège de sa légation, laquelle devint Ambassade de France en 1909.
À la place des anciennes écuries, de l'autre côté du jardin, l'architecte Georges Chedanne, déjà créateur quelques années plus tôt de l'ambassade de France à Vienne, en Autriche, édifia la chancellerie de 1909 à 1914.
Les jardins ont été aménagés en 1961 par René Pechère.

## Relations diplomatiques
Le réseau consulaire français en Belgique, qui datait de 1817 fut réorganisé en 1840, sous l'égide de l'ambassadeur Sérurier. Le consul d'Anvers reçut alors le titre de consul général et acquit juridiction sur tout le royaume, avec ressort particulier sur le nord, le centre et l'est, alors que le consul d'Ostende était chargé de protéger les intérêts commerciaux français dans les Flandres et le Hainaut. Des agents consulaires furent nommés à Louvain et Gand. Ce réseau est resté quasiment inchangé durant tout le XIXe siècle.

## Consulats
Outre celui de Bruxelles, il existait deux autres consulats généraux de France en Belgique, basés à Liège et à Anvers. Ces deux derniers ont été fermés le 31 août 2011, le consulat de Bruxelles ayant dès lors compétence sur l'ensemble du royaume.
Afin de renforcer la présente consulaire dans cette unique circonscription, neuf consuls honoraires exercent à Anvers, Liège, Charleroi, Courtrai, Bruges, Gand, Namur, Mons et Tournai (Mouscron).

### Communauté française
Le nombre de Français établis en Belgique est estimé à 250 000, dont une majorité dans la région de Bruxelles et dont 80 % exercent une activité professionnelle dans le secteur tertiaire. La communauté française est la deuxième communauté étrangère en Belgique derrière les Italiens. Au 31 décembre 2016, 124 978 Français sont inscrits sur les registres consulaires. 63 demandes de naturalisation belge ont été déposées en 2010 et 2011 et deux fois plus, soit 126 dossiers, en 2012.
| 2001   | 2002   | 2003   | 2004   |
| ------ | ------ | ------ | ------ |
| 69 434 | 76 953 | 85 587 | 86 069 |

| 2005   | 2006   | 2007   | 2008   |
| ------ | ------ | ------ | ------ |
| 79 828 | 82 271 | 81 608 | 90 588 |

| 2009   | 2010    | 2011    | 2012    |
| ------ | ------- | ------- | ------- |
| 96 596 | 101 236 | 109 426 | 113 563 |

| 2013    | 2014    | 2015    | 2016    |
| ------- | ------- | ------- | ------- |
| 115 888 | 117 782 | 120 724 | 124 978 |

| 2017    | 2018    | 2019    | 2020    |
| ------- | ------- | ------- | ------- |
| 127 558 | 124 182 | 121 558 | 109 885 |

### Circonscriptions électorales
Depuis la loi du 22 juillet 2013 réformant la représentation des Français établis hors de France avec la mise en place de conseils consulaires au sein des missions diplomatiques, les ressortissants français de la Belgique élisent pour six ans neuf conseillers consulaires. Ces derniers ont trois rôles :
1. ils sont des élus de proximité pour les Français de l'étranger ;
2. ils appartiennent à l'une des quinze circonscriptions qui élisent en leur sein les membres de l'Assemblée des Français de l'étranger ;
3. ils intègrent le collège électoral qui élit les sénateurs représentant les Français établis hors de France. Afin de respecter la représentativité démographique, dix délégués consulaires sont élus pour compléter ce collège électoral.

Pour l'élection à l'Assemblée des Français de l'étranger, la Belgique représentait jusqu'en 2014 une circonscription électorale ayant pour chef-lieu Bruxelles. Elle attribuait six sièges à cette assemblée. La Belgique appartient désormais à la circonscription électorale « Benelux » dont le chef-lieu est Bruxelles et qui désigne six de ses 19 conseillers consulaires pour siéger parmi les 90 membres de l'Assemblée des Français de l'étranger.
Pour l'élection des députés des Français de l’étranger, la Belgique dépend de la 4e circonscription.